# Haenggu-dong
Haenggu-dong (koreanska: 행구동) är en stadsdel i staden Wonju i provinsen Gangwon i den centrala delen av Sydkorea, 90 km öster om huvudstaden Seoul.